# 兔属
兔屬是兔形目兔科下的一属動物，也是兔科的模式属。本属的兔子十分靈活，當中歐洲野兔能以時速72公里奔跑。本属的兔子通常是獨自或成對生活的。
在英文中，常与粗毛兔屬（Caprolagus）及岩兔屬（Pronolagus）中的四個物種合稱为（意为“野兔”）。
在北美洲的北極地區較為普遍的是白靴兔，南部則以加利福尼亞兔、草原兔及其他物種較為普遍。
它们一般都是害羞的動物，並會在春天改變其行為模式。雄兔會在白天互相追逐，來顯示自己的優越性。而雌兔則會「拳擊」雄兔，目的似乎是表示牠們未有準備交配，或是測試雄兔的決心。

## 特征与习性
兔属动物的巢穴不像其它属的兔子般是在地底的，而是一個以草堆成或淺窩的巢。它们出生時已有完整的兔毛及打開的眼睛，故習慣了沒有天然屏障的巢。牠們在出生後立刻能快速的閃避，相反其它属的兔如林兔屬（Sylvilagus）都是胎後發育的，幼兔出生時沒有毛即是盲的。
本属兔子一般都較輕，耳朵較長，毛皮上有黑色的斑紋。本属兔子绝少被馴養，而常见的寵物兔则是属于穴兔属的穴兔（Oryctolagus cuniculus）。現時有一種寵物稱為「比利時野兔」，但其實是穴兔的一個選種，外表像兔属而已。
兔属的食性與其它兔科亲戚基本相似。

## 分類

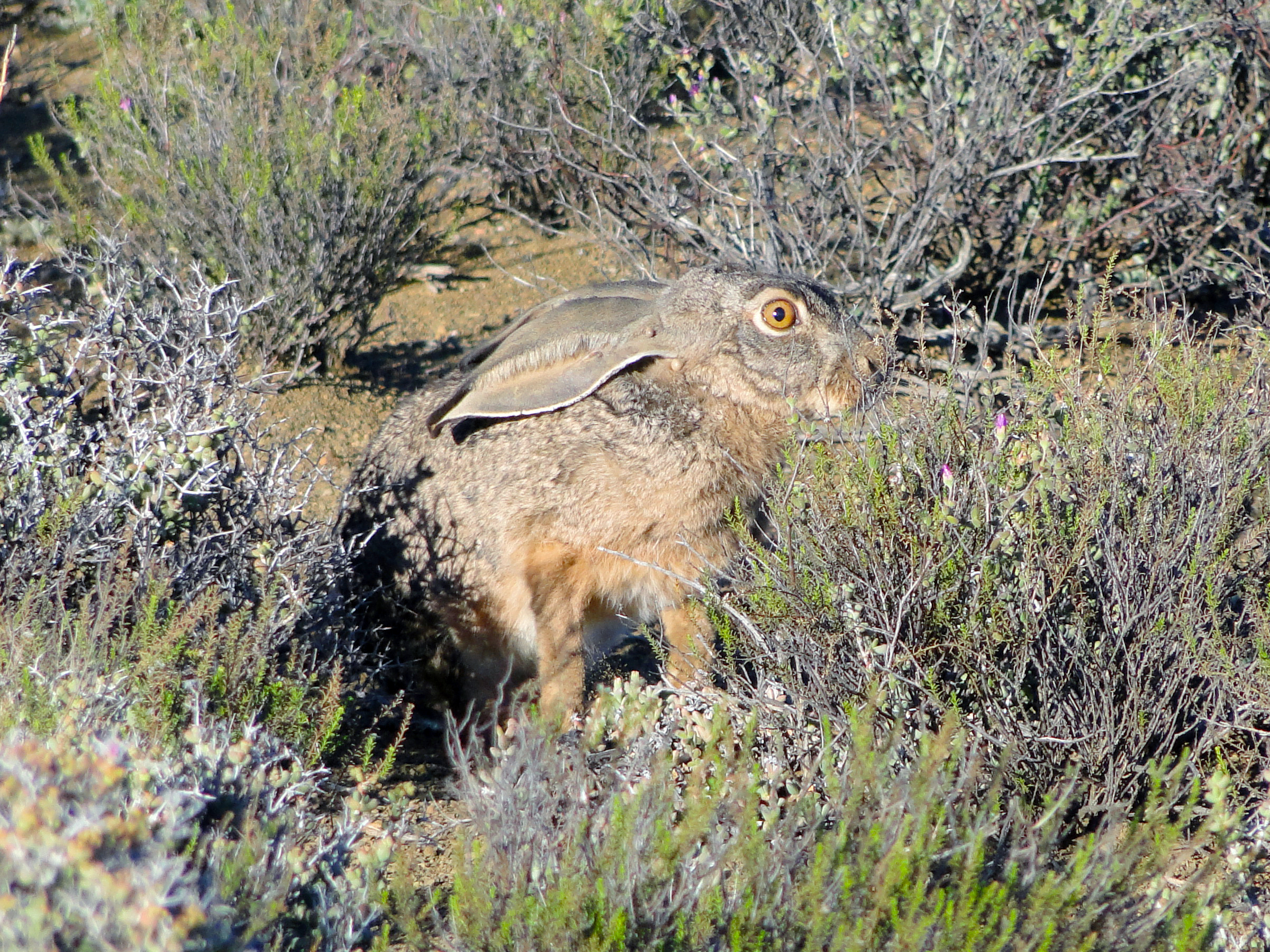
草兔。

- 兔屬（Lepus）[2]

亞屬 Macrotolagus
- 羚羊兔 Lepus alleni

亞屬 Poecilolagus
- 白靴兔 Lepus americanus

兔亞屬 Lepus
- 北極兔 Lepus arcticus
- 阿拉斯加兔 Lepus othus
- 雪兔 Lepus timidus

原真兔亞屬 Proeulagus
- 黑尾长耳大野兔 Lepus californicus
- Lepus callotis
- 草兔 Lepus capensis
- 黃喉兔 Lepus flavigularis
- Lepus insularis
- 藪兔 Lepus saxatilis
- 藏兔 Lepus tibetanus
- 蒙古兔 Lepus tolai

真兔亞屬 Eulagos
- 西班牙兔 Lepus castroviejoi
- 雲南兔 Lepus comus
- 高丽兔 Lepus coreanus
- 科西嘉島野兔 Lepus corsicanus
- 歐洲野兔 Lepus europaeus
- 格拉納達野兔 Lepus granatensis
- 東北兔 Lepus mandschuricus
- 高原兔 Lepus oiostolus
- Lepus starcki
- 草原兔 Lepus townsendii

亞屬 Sabanalagus
- Lepus fagani
- Lepus microtis

印度兔亞屬 Indolagus
- 海南兔 Lepus hainanus
- 印度野兔 Lepus nigricollis
- 緬甸野兔 Lepus peguensis

亞屬 Sinolagus
- 中國野兔 Lepus sinensis

塔里木兔亞屬 Tarimolagus
- 塔里木兔 Lepus yarkandensis

地位未定
- 日本兔 Lepus brachyurus
- 衣索比亞野兔 Lepus habessinicus

## 傳說及神話
野兔在非洲民俗傳說是騙子的代表。一些有關野兔的故事由奴隸從非洲帶入美國，成為了《兔弟弟》（Brer Rabbit）的基礎。英語的俗語亦以野兔（hare）來代表瘋瘋癲癲。
很多文化中，如印度及日本，都將月亮上的暗點看為野兔。
根猶太傳統，野兔是不淨動物。

## 外部連結
- The Three Hares Project
- BBC Living World section about HaresArchive.today的存檔，存档日期2012-12-23